# 十人の乙女のたとえ

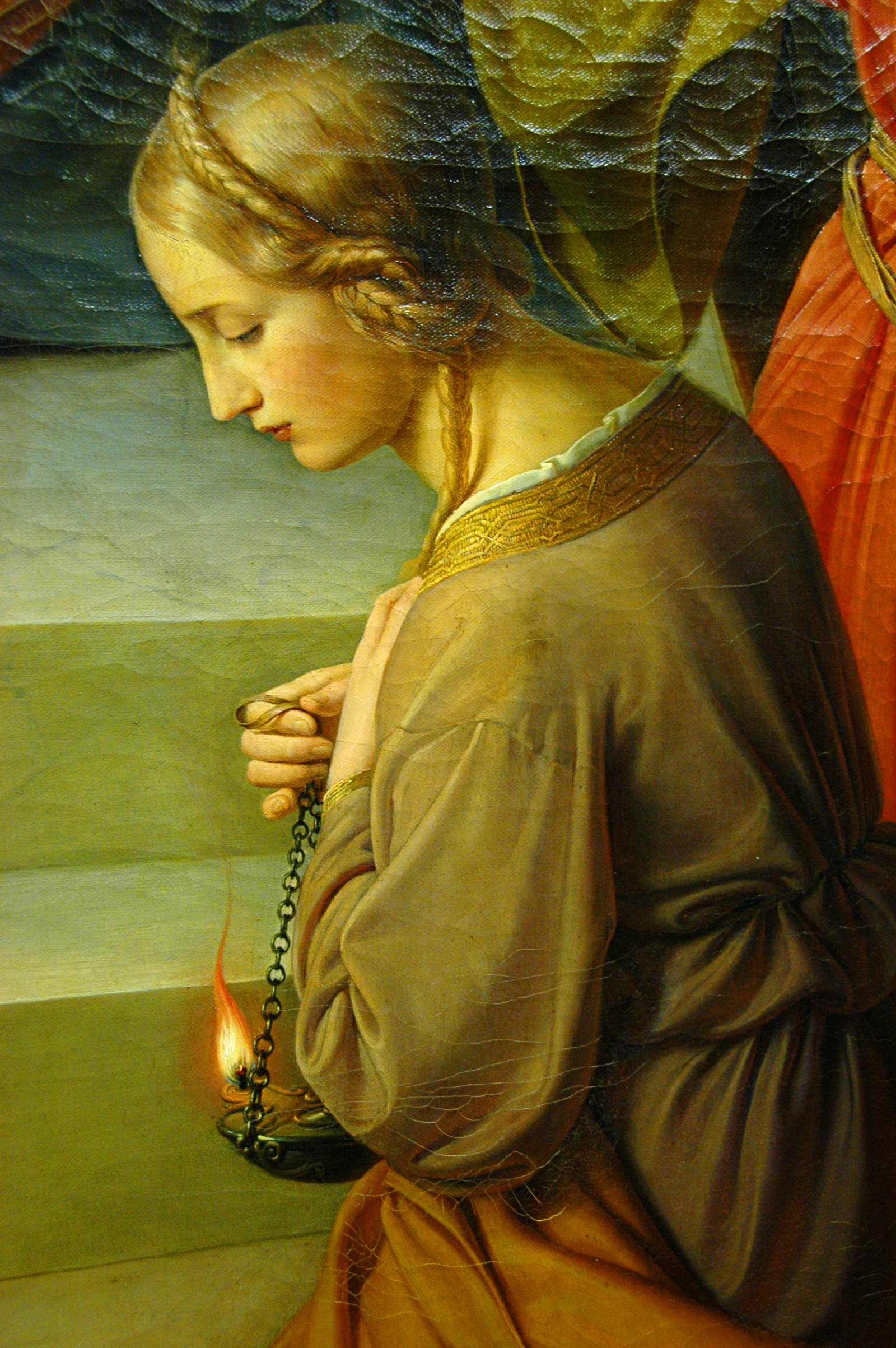
賢い乙女と愚かな乙女
フリードリッヒ・ヴィルヘルム・フォン・シャドー（19世紀）

十人の乙女のたとえ（じゅうにんのおとめのたとえ、英語: The Parable of the Ten Virgins、the Wise and Foolish Virgins）とは、マタイによる福音書（25:1-13）にある、イエス・キリストが語ったたとえ話。

## たとえ話の概要
天国が、花婿を花嫁の家の門の内に迎えるために、ともし火を与えられた10人のおとめにたとえられている。そのうちの5人は愚かであり、5人は賢かった。5人の愚かなおとめたちは油を用意せずに、ともし火だけを持っていたが、5人の賢いおとめたちはつぼに油を入れて用意して、ともし火を持っていた。愚かなおとめたちは花婿が到着した際に油がきれて、ともし火を灯して迎える事が出来なかった。そして、すぐに油を買い求めに行ってから花婿の家にかけつけたが門は閉ざされてしまった。閉ざされた後で愚かなおとめたちは門を開けるように求めたが、花婿の家の主人から「わたしはお前たちを知らない」と言われた。

## 解釈
本たとえについて、（他の聖書の箇所と同様に）教派ごとに（場合によっては個々人ごとに）多様な解釈があるが、概ねいずれの教派・思想傾向に関連する註解書においても共通する解釈として、次が挙げられる。主人が不意に来ることは救世主の予測し得ない再臨を、油を用意することは自らを再臨に備える事を意味する。再臨に自らを備えた者は最後の審判の際に天国に入り、再臨に自らを備えなかった者は最後の審判の際に天国に入る事が出来ない事が示されたたとえ話であり、信者に対していつも自らを備えるように教える話であるとされる。賢い娘と愚かな娘が半々であるというその割合には、救われる者が半分であるといった意味は読み取られない。
一部の教派で聖人とされる聖金口イオアン（ヨハネス・クリュソストモス）によれば、油は仁慈・慈善といった美徳を表しているとされる。
油についての聖金口ヨハネスによる解釈は、正教会、カトリック教会においても採用されており、ギリシャ語において、油（ελαιον）と憐み（ελεος）が同じルーツを持つ語彙であるとされる事にも言及される事がある。他方、テサロニケ人への第一の手紙5章19節と関連させ、油を聖霊の象徴として捉える解釈はプロテスタント等にある。しかしながらもう一方において、これらの寓喩的解釈を強引な理屈づけであるとして、油についての象徴的解釈を認めない立場も存在する。
高等批評を是とする立場による註解からは、本たとえ話は、終末が初期教会の信徒達の考えに反して直ぐには来なかった事による、信徒の歴史観の破綻と失望によって必要となった神学的問題を反映し、花婿の到来の遅延に特に言及されていると指摘される事があるが、高等批評を特に取り入れない註解（正教会、カトリック教会、福音派をはじめとする高等批評を受入れないプロテスタントによる註解書等）においては、このような指摘はなされない。なぜイエスが花婿の到来の遅れについて語ったのかについては、聖金口イオアン（ヨハネス・クリュソストモス）、および正教会において著名な中世の聖書註解者であるオフリドのフェオフィラクトによるものとして、神の国が速やかに来る事を期待する向きが使徒達の中にあったために、再臨が速やかに来る訳ではない事をキリストが示してその期待を断とうとしたとする解釈が存在する。
当時の結婚式は、花婿が花嫁の家に迎えに行き、花嫁と一緒に行列となって花婿の家に戻り、そこで式を挙げるというものだった。花婿が花嫁の家に到着したときに、乙女たちがともし火を持って迎えるという慣習があった。そのため乙女たちにとって、ともし火を持って花婿を迎えることは大切な使命だった。ともし火が消えないように万全を期した準備で花婿を迎える必要があった。
ともし火は愛のともし火であり、備えの油は愛の油であった。たとえの中の花婿はイエスを、乙女たちは我々人間を、ともし火は信仰を、油は愛と善業を表す。眠りはイエスの来臨までの期間を表し、婚宴は天国を表している。たとえの中で目覚めて用意することは「賢い」という言葉で表現されている。
目覚めて用意するとは、居眠りをしてはいけないということではなく、愛の油を切らさぬよう万全を期すことの心がけを持つ、その人の魂の状態を言う。また、目覚めている人とは、「わたしは愛されている」、「わたしは必要とされている」、「わたしはそれによって与えることができる」と感じている人たちのことだと言うことができる。